# Герб Окленда
Герб Окленда — офіційний символ найбільшого міста Нової Зеландії. Створений Геральдичною палатою Великої Британії та затверджений 23 жовтня 1911 року.

## Опис
Щит трикутний. У першій частині, зліва, на блакитному тлі зображено ріг достатку. У другій частині, справа, на червоному тлі — лопата і кирка, викладені у формі Андріївського хреста. У третій частині, по центру, на срібному тлі зображено двощогловий корабель над морськими хвилями, котрий пливе вліво при повних вітрилах і прапорах.
Щит прикрашений міською короною з квітами новозеландського льону. З обох сторін щит підтримують ківі. Девіз: «Advance».

## Символіка
Ріг достатку символізує багатство і родючість Оклендського регіону. Кирка і лопата відображають видобуток копалин, який ведеться в даній місцевості. Корабель вказує на зв'язок із морем і підкреслює значення міста як великого порту Нової Зеландії. Корона відображає статус міста як корпорації і його військове значення. Квітучий льон — новозеландська рослина, яка досить поширена поблизу Окленда. Ківі, котрі підтримують щит, є національним символом країни.